# Ardelu
Ardelu ist eine französische Gemeinde mit 72 Einwohnern (Stand: 1. Januar 2022) im Département Eure-et-Loir in der Region Centre-Val de Loire (bis 2015 Centre). Die Gemeinde gehört zum Arrondissement Chartres und zum 2017 gegründeten Gemeindeverband Cœur de Beauce. 

## Geografie
Ardelu liegt im Norden der Landschaft Beauce, 37 Kilometer ostsüdöstlich von Chartres und etwa 80 Kilometer südöstlich von Paris. Umgeben wird Ardelu von den Nachbargemeinden Gommerville im Norden und Osten, Baudreville im Süden sowie Châtenay im Westen.

## Bevölkerungsentwicklung
| Jahr                      | 1962 | 1968 | 1975 | 1982 | 1990 | 1999 | 2006 | 2013 |
| Einwohner                 | 48   | 50   | 58   | 49   | 69   | 78   | 75   | 75   |
| Quelle: Cassini und INSEE |      |      |      |      |      |      |      |      |

## Sehenswürdigkeiten

Kirche Saint-Pierre

- Kirche Saint-Pierre